# Narciso Jubany Arnau
Narcís Jubany Arnau (12 de agosto de 1913 - 26 de dezembro de 1996) foi um cardeal espanhol da Igreja Católica Romana. Ele serviu como arcebispo de Barcelona de 1971 a 1993, e foi elevado ao cardinalato em 1973.

## Biografia
Nascido em Santa Coloma de Farners para uma família da classe trabalhadora,  Narcís Jubany Arnau mudou-se para Barcelona aos 13 anos e estudou em seu seminário. Ele também frequentou a Universidade Pontifícia de Comillas, onde obteve seu doutorado em teologia, e a Pontifícia Universidade Gregoriana em Roma, obtendo seu doutorado em direito canônico. Foi ordenado ao sacerdócio em 30 de julho de 1939 e, após aprofundar seus estudos, fez trabalho pastoral em Barcelona, ensinando no seminário e servindo como funcionário do tribunal diocesano e canon da catedral.
Em 24 de novembro de 1955, Jubany foi nomeado Bispo Auxiliar da Arquidiocese de Barcelona e Bispo Titular de Orthosias, na Fenícia, pelo Papa Pio XII. Recebeu sua consagração episcopal em 22 de janeiro de 1956 do arcebispo Ildebrando Antoniutti, com os arcebispos Gregorio Modrego y Casaus e José Bascuñana y López servindo como co-consagradores, na Catedral de Barcelona. Jubany participou do Concílio Vaticano II de 1962 a 1965, durante o qual ele foi nomeado bispo de Girona em 7 de fevereiro de 1965 e mais tarde foi nomeado Arcebispo de Barcelona, em 3 de dezembro de 1971.
O Papa Paulo VI criou-o Cardeal-Sacerdote de San Lorenzo in Damaso no consistório de 5 de março de 1973. Foi membro da Congregação para o Culto Divino e a Disciplina dos Sacramentos, dos Institutos Religiosos e Seculares e do Pontifício Conselho para a revisão do Código de Direito Canônico. Após a morte do generalíssimo Francisco Franco em 1975, Jubany foi fundamental na transição de seu país da ditadura para a democracia, promovendo o diálogo entre uma ampla gama de visões políticas, apoiando a democracia e mostrando tolerância e abertura. Ele foi um dos cardeais eleitores que participaram dos conclaves de agosto e outubro de 1978, que selecionaram os papas João Paulo I e João Paulo II respectivamente; ele é conhecido por querer um papa não italiano. 
Jubany renunciou ao cargo de arcebispo de Barcelona em 23 de março de 1990, após um período de dezoito anos. Ele perdeu o direito de participar de quaisquer conclaves futuros ao atingir a idade de oitenta em 12 de agosto de 1993.
O Cardeal morreu em Barcelona aos 82 anos. Ele está enterrado na catedral da mesma cidade.